# Hidroterossauro
O hidroterossauro é um género extinto de elasmosauroide, da ordem Plesiosauria. A única espécie conhecida é o Hydrotherossaurus alexandrae, assim nomeada por Welles em homenagem à sua descobridora Anne Alexander. O Hydrotherossauro media aproximadamente 7,8 metros.
Assim como outros plessiossauros de pescoço longo, o hidroterossauro se alimentava de pequenos peixes e crustáceos.